# 白色宣伝
白色宣伝（英: white propaganda, ホワイト・プロパガンダ）とは、情報源を公言するプロパガンダである。プロパガンダのもっとも一般的な形式である。敵対者側から発信されたと称し、実際には故意に作り出されたものである「黒色宣伝」（ブラック・プロパガンダ）や、情報源もしくは作成者が全く特定できない「灰色宣伝」（英: Grey propaganda, グレー・プロパガンダ）と比較して、政府機関など公然と確認できる情報源に通常由来するものであり、より穏便な説得工作と見なされる。概して標準的なパブリック・リレーションズ・テクニックを利用し一方的な主張を開陳する。
プロパガンダをテーマとする多数の書籍の内の一つである、ジャック・エリュールのPropaganda: The Formation of Men's Attitudes（『プロパガンダ: 態度の形成』）にて著者は白色宣伝というものはそのプロパガンダに影響を与えるためわざわざ作り出された企てを大衆が意識することそのものであると語っている。宣伝を行う省庁が存在する、それ即ち、宣伝することを認可され、その情報源は公知のものであり、その目的や意図するところを突き止めることができるということである。プロパガンディストが積極的に白色宣伝を隠す際には、プロパガンダ運動全体に渡って、白色宣伝が黒色宣伝の代わりを担う。

## 画像

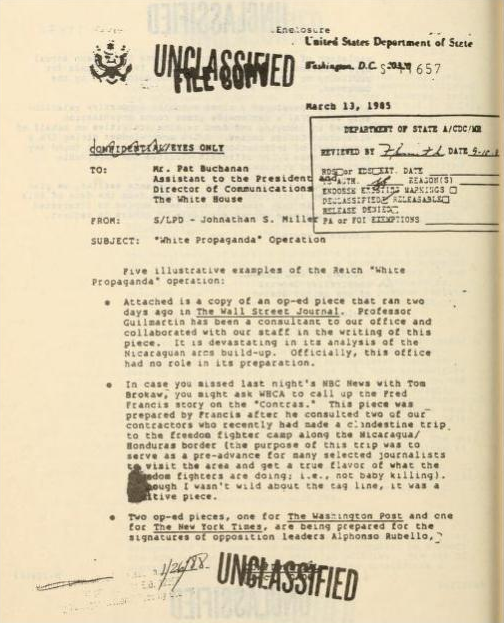
国務省からパトリック・ブキャナンに送付されたメモ。オットー・ライヒ（英語版）が1980年代に行った「白色宣伝」について論じられている。